# إيفور غورني
كان إيفور برتي غورني (28 أغسطس 1890 - 26 ديسمبر 1937) شاعرًا وملحنًا إنجليزيًا للأغاني خاصة. ولد وترعرع في غلوستر. وقد عانى من اضطراب ثنائي القطب خلال معظم حياته.

## حياته
ولد إيفور غورني في شارع كوين الثالث، غلوستر، في عام 1890، باعتباره الثاني من بين أربعة أطفال لديفيد غورني الخياط، وزوجته فلورنسا الخياطة. أظهر موهبة موسيقية مبكرة، إذ كان مغني جوقة في كاتدرائية غلوستر من 1900 إلى 1906، وكان تلميذًا للدكتور هربرت بروير في الكاتدرائية. التقى هناك بزميله الملحن الموسيقي، هربرت هويلز، الذي أصبح صديقًا له مدى الحياة. إلى جانب غورني وهولز، كان تلميذ بروير الثالث في هذا الوقت إيفور نوفيلو، الذي كان يُعرف آنذاك باسم إيفور ديفيز. كما تمتع غورني بصداقة دائمة مع الشاعر فريدريك ويليام هارفي، الذي التقى به عام 1908.
كان ألفريد إتش تشيزمان، وشقيقتاه، إميلي ومارغريت هانت، اللتان رعتا اهتماماته الموسيقية والأدبية، أكثر الأشخاص أهمية في حياة غورني المبكرة. بدأ غورني في تأليف الموسيقى في سن الرابعة عشر من العمر، وفاز بمنحة دراسية للكلية الملكية للموسيقى في عام 1911. درس هناك مع تشارلز فيليرز ستانفورد، الذي درّس أيضًا رالف فوجان ويليامز وجون إيرلندا وماريون سكوت وريبيكا كلارك وفرانك بريدج وآرثر بليس وهربرت هاويلز وغيرهم الكثير. قال ستانفورد هاولز أن من المحتمل أن يكون غورني «الأفضل على الإطلاق»، لكنه لم «يكن من الممكن تدريسه».
امتلك غورني شخصية ديناميكية، لكنه كان منزعجًا من تقلبات مزاجه التي أصبحت واضحة خلال سنوات مراهقته. واجه صعوبة في التركيز على عمله في الكلية وعانى من أول انهيار بسبب الاضطرابات النفسية في عام 1913. بعد أخذه قسطًا من الراحة، بدا أنه يتعافى وعاد إلى الكلية.
توقفت دراسات غورني بسبب الحرب العالمية الأولى، عندما جُند كجندي خاص في فيلق غلوسترشاير في فبراير 1915. بدأ في البداية في كتابة الشعر بجدية، وإرسال كتاباته إلى صديقه، عالم الموسيقى والناقد ماريون سكوت، الذي عمل مع غورني كمحرر ومدير أعمال. كان في خضم كتابة القصائد التي كان من المقرر أن تكون كتابه الأول، سيفرن أند سوم ( Severn and Somme)، عندما أصيب في كتفه في أبريل 1917. تعافى وعاد إلى أرض المعركة، وكان لا يزال يعمل على كتابه وتأليف الموسيقى، بما في ذلك أغنيتي «في فلاندرز» و«بجانب بريسيد». قبلت شركة النشر المسماة سيدجويك وجاكسون كتاب غورني سيفرن أند سوم في يوليو، مع مجموعة النشر المقررة لفصل الخريف. في هذه الأثناء، حُرق غورني بالغازات السامة في سبتمبر في نفس العام وأُرسل إلى مستشفى أدنبره الحربي، حيث التقى ووقع في حب ممرضة مساعدة متطوعة تدعى آني نيلسون دروموند، لكن انهارت العلاقة في وقت لاحق. كان لا يزال هناك بعض الجدل حول الآثار المحتملة للغاز على صحته العقلية، على الرغم من إظهار غورني بوضوح علامات وأعراض الاضطراب ثنائي القطب منذ مراهقته. كتب غورني في رسالة إلى ماريون سكوت في 17 سبتمبر 1917: «إن التعرض للغاز (بشكل معتدل) [بين قوسين] مع الغاز الجديد ليس أسوأ من التهاب القناة التنفسية أو نزلة برد». بعد خروجه من المستشفى، نُقل إلى سيتون ديلافال، قرية التعدين في نورثامبرلاند، حيث كتب العديد من القصائد، بما في ذلك قصيدة «مُمدًا في غرفة المستشفى مستيقظًا». نُشر مجلده سيفرن أند سوم في نوفمبر 1917.

## وصلات خارجية
- إيفور غورني على موقع الموسوعة البريطانية (الإنجليزية)
- إيفور غورني على موقع ميوزك برينز (الإنجليزية)
- إيفور غورني على موقع إن إن دي بي (الإنجليزية)
- إيفور غورني على موقع ديسكوغز (الإنجليزية)
- أعمال أو نبذة عن إيفور غورني على أرشيف الإنترنت
- أعمال إيفور غورني في ليبري فوكس